# Мирослав Стевановић
Мирослав Стевановић (Зворник, 29. јул 1990) је босанскохерцеговачки фудбалер. Тренутно наступа за Сервет.

## Клупска каријера
Фудбал је почео да тренира са 12 година у Дрини из Зворника. Затим је отишао у Србију и играо у млађим категоријама Војводине. Деби у сениорском фудбалу му је био 2009, када је позајмљен Палићу, који се такмичио у Српској лиги Војводина. Након тога је позајмљен Борцу из Бање Луке, са којим је освојио Куп БиХ у сезони 2009/10. По завршетку тих позајмица почео се устаљивати у првом тиму Војводине. После добрих резултата у клубу и репрезентацији био је изабран за спортисту године у Зворнику за 2011. годину.
Дана 2. јануара 2013. потписао је петогодишњи уговор са Севиљом. Након недељу дана дебитовао је за нови клуб у Купу краља против Мајорке, играјући цело друго полувреме.
Дана 5. јула 2013. је позајмљен новом шпанском прволигашу Елчеу на годину дана.
У јануару 2016. је потписао једноипогодишњи уговор са сарајевским Жељезничаром. Проглашен је за најбољег играча босанскохерцеговачке Премијер лиге у сезони 2016/17.

## Репрезентација
У септембру 2011. позван је у А селекцију за утакмицу против Белорусије у групи Д квалификација за ЕП 2012. Репрезентативни деби је имао 26. маја 2012. у пријатељској утакмици против Ирске у Даблину, улазећи са клупе. Затим, у августу је одиграо цео меч против Велса у којој је он био асистент и стрелац, добивши похвале од медија и селектора Сушића. Касније, постао је редовни члан тима у квалификацијама за Светско првенство 2014.

## Трофеји
Борац Бања Лука
- Куп БиХ
  - Освајач: 2009/10.

Војводина
- Куп Србије
  - Финалиста: 2010/11.